# FcRn
FcRn (Neonatal Fc receptor) o recettore di Brambell, è un recettore per la regione costante delle immunoglobuline (regione Fc, fragment crystallizable) codificato dal gene FCGRT. Le molecole che costituiscono i recettori per l'Fc sono strutturalmente identiche alle molecole che costituiscono il complesso maggiore di istocompatibilità di classe 1 (MHC-1) formato da una catena polipeptidica alfa ripiegata in 3 domini ad alfa elica (alfa1, alfa2, alfa3) associata con una proteina plasmatica, la Beta 2 microglobulina.
I domini alfa1 e alfa2 della catena alfa formano il sito di legame per le regioni Fc dell'anticorpo.
Questo recettore si trova sulla membrana plasmatica di cellule endoteliali, soprattutto dei vasi sanguigni, che sono capaci di pinocitosi (ingestione di piccole quantità di fluido extracellulare) con cui inglobano proteine plasmatiche, tra queste anche gli anticorpi, e gli stessi FcRn presenti sulla superficie apicale della membrana, che si invagina per formare una vescicola chiamata endosoma.
Nell'endosoma il ph acido dovuto all'attivazione degli enzimi digestivi permette il legame degli anticorpi endocitati con gli FcRn. A questo punto il complesso FcRn: anticorpo fuoriesce dall'endosoma, e migra verso la parte basolaterale della cellula endoteliale.
Raggiunta la parte basolaterale della cellula endoteliale, l'FcRn espone l'anticorpo sul versante basolaterale (della membrana citoplasmatica) della cellula. A questo punto il ph basico del fluido extracellulare dissocia il complesso FcRn: anticorpo permettendo all'anticorpo di diffondere nell'ambiente extracellulare.
FcRn è implicato nel trasporto di IgG dalla madre al feto via placenta, per garantire al feto l'immunizzazione passiva (protezione anticorpale contro un patogeno specifico acquisita per via esogena)